# 1273 Helma
1273 Helma este un asteroid din centura principală, descoperit pe 8 august 1932, de Karl Reinmuth.